# Adémar de Salerne
Pour les articles homonymes, voir Adémar et Salerne.
Adémar de Salerne prince de Salerne associé à son père Petrus ou Pierre de 853 à 856 puis seul 856 à août 861.

## Biographie
Adémar est le fils du comte Petrus ou Pierre parrain et régent de Sicon de Salerne qui avait succédé encore mineur à son père Siconolf de Salerne en 849.
En 853 Sicon est évincé du trône par Pierre qui est reconnu prince de Salerne en décembre par l'empereur Louis II le Jeune. Pierre associe alors au trône son propre fils Adémar qui lui succède entre décembre 855 et février 856. Adémar tente alors d'imposer son autorité aux comtes de la cité de Capoue qui avaient acquis une indépendance de facto sous le comte Landolf Ier de Capoue puis ses fils Lando Ier et l'évêque Landolf, pendant les luttes qui s'étaient terminées par la division de la principauté de Bénévent.
En 858 Adémar obtient l'alliance des Spolétains et de  Serge Ier premier duc héréditaire Naples, cité jusqu'alors placée sous la dépendance de l'empire byzantin. Ensemble ils  attaquent la nouvelle ville cité, édifiée deux ans plus tôt sur les rives de la Volturno près du site de l'antique Casilinum, par les habitants pour manifester leur indépendance à la suite de la destruction de l'« antique Capoue » par les mercenaires musulmans utilisés par les deux partis pendant la guerre civile. Mais la nouvelle Capoue, « reconstruite en bonne pierre », résiste et Adémar et ses alliés sont défaits le 8 mai 859 à la bataille du pont de Teodemondo, dans laquelle, le fils du duc  Serge de Naples, le consul Césaire est fait prisonnier. Afin de consolider leur indépendance Landon Ier de Capoue s'efforce avec succès d'évincer Adémar de la principauté de Salerne en organisant un conspiration et en lui opposant un rival en la personne d'un exilé de Salerne, nommé Guaifer, qui réussit à l'éliminer en août 861.
Adémar trouve refuge à Naples, toujours prêt à accueillir les princes Lombards dissidents afin d'avoir des prétextes pour intervenir dans les conflits internes des principautés. Il tombe toutefois entre les mains de son ennemi Guaifer qui reçoit l'ordre du roi Louis d'Italie lui remettre Adémar. Ce dernier s'exécute non sans avoir préalablement fait aveugler Adémar.
Adémar avait épousé une certaine Guimeltrude d'origine inconnue qui comme lui avait une réputation d'avarice. Leur fils sous le nom de « Pierre II », avait été institué évêque de Salerne par son père vers (855-861).